# Xylophanes rhodocera
Xylophanes rhodocera là một loài bướm đêm thuộc họ Sphingidae. Nó được tìm thấy ở Haiti và Cộng hòa Dominica.
Con trưởng thành có thể bay quanh năm.
Ấu trùng có thể ăn các loài Rubiaceae và Malvaceae.